# Великий Кремлівський палац

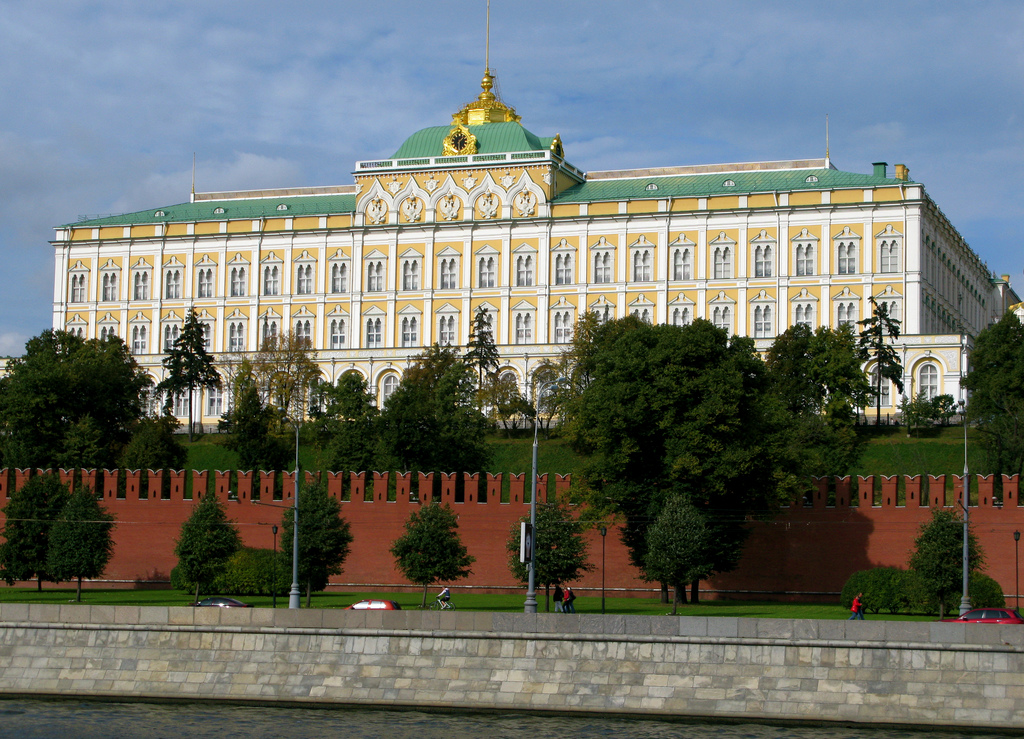
Головний фасад Великого Кремлівського палацу

Великий Кремлівський палац (рос. Большой Кремлевский дворец) — один з палаців Московського кремля, з радянських часів виконує роль парадної резиденції глави російської держави. У ньому проходять церемонії вступу Президента на посаду, вручення державних нагород, вірчих грамот, святкові прийоми.

## Історія
Палац побудований за наказом імператора Миколи I знаменитим петербурзьким архітектором Костянтином Тоном в 1838-1849. У споруді палацу брали участь видні московські архітектори: Ф. Ріхтер, Н. Чичагов, П. Герасимов. До оформлення інтер'єрів були залучені відомі художники і скульптори: Ф. Солнцев, І. Віталі, П. Клодт, О. Логановський.
Головним фасадом палац виходить на Москву-ріку. Фасад прикрашений різьбленими білокам'яними фронтонами, вікна — різьбленими наличниками з подвійними арками і гиркою посередині, як в теремах XVII століття. На Соборну площу Кремля виходить Благовіщенський під'їзд Великого Кремлівського палацу.
Палац, як його замислював Микола I, став пам'яткою російської історії і слави російського воїнства. П'ять парадних залів на другому поверсі палацу — Андріївський, Олександрівський, Георгіївський, Володимирський, Єкатерининський — присвячені російським орденам, елементи яких включені в ліпний декор оформлення кожного залу.

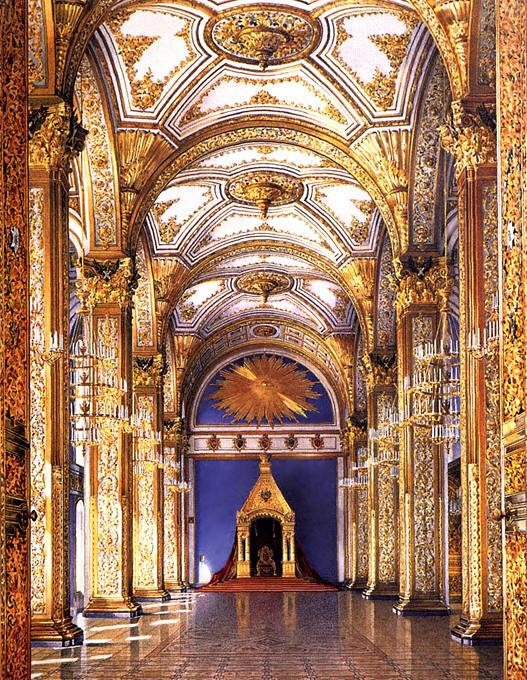
Андріївський парадний зал на акварелі К. Ухтомського, 1849

У XIX столітті головним залом Великого Кремлівського палацу був Андріївський (тронний) зал. В середині 1990-х Андріївський зал відновлений в своїй первозданній пишності. Зал прикрашають 10 позолочених пілонів і позолочені двері з орденськими хрестами і ланцюгами Андріївського ордена, заснованого імператором Петром I. Стіни обтягнуті блакитним, кольору Андріївської стрічки, шовковим муаром, прикрашені ланцюгами і знаками ордена. Над вікнами поміщаються герби губерній і областей Росії. 10 бронзових люстр і 35 бра освітлюють зал. Гідна прикраса інтер'єру залу і всього палацу — два каміни з сіро-фіолетової яшми. Біля східної стіни відновлено три тронні місця під горностаєм. У особливо урочистих випадках тут збиралися вищі військові чини. Сьогодні це — місце проведення найурочистіших заходів державного значення.
Олександрівський зал, що примикає до Андріївського, створений на честь ордена святого Олександра Невського, установленого в 1725 імператрицею Катериною I. Стіни залу оброблені рожевим штучним мармуром. Уздовж них стоять позолочені стільці, обиті оксамитом кольору орденської стрічки з витканою на їхніх спинках орденською зіркою. Вітрильне склепіння підтримує сферичний купол, також прикрашений орденськими знаками і державними гербами. По стінах залу розвішені картини Моллера на сюжети з житія Олександра Невського.
Георгіївський — найбільший і урочистий зал Великого Кремлівського палацу. Зал присвячений одній з найпочесніших царських нагород — військовому ордену святого Георгія, установленому в 1769 імператрицею Катериною II. Величезна склепінчаста стеля Георгіївського залу покоїться на вісімнадцяти масивних пілонах, прикрашених фігурами роботи скульптура Івана Віталі. Білосніжні стіни і зводи залу декоровані рельєфним орнаментом, в який вписані зображення знаків ордена. На мармурових стінах і дошках, що покривають стіни і пілони, золотими літерами висічені назви полків, нагороджених орденом св. Георгія, і імена Георгіївських кавалерів. У півколах поперечних стін — горельєфні статуї св. Георгія на коні скульптора Петра Клодта.